# Islands (2025)
Islands ist ein deutscher Spielfilm von Jan-Ole Gerster aus dem Jahr 2025. Der Thriller handelt von einem auf Fuerteventura lebenden Tennistrainer, der eine im Urlaub befindliche Ehefrau und Mutter bei der Suche nach ihrem spurlos verschwundenen Gatten unterstützt. Die Hauptrollen übernahmen Sam Riley, Stacy Martin und Jack Farthing. Die Uraufführung fand am 16. Februar 2025 im Rahmen der Internationalen Filmfestspiele Berlin (Berlinale) statt. Ein regulärer Kinostart in Deutschland folgte Anfang Mai desselben Jahres.

## Handlung
Tom arbeitet als Tennistrainer in einer in die Jahre gekommenen Hotelanlage auf Fuerteventura. Er ist der Monotonie seines Lebens müde geworden. Die wachsende Leere, die ihn erfüllt, versucht er mit Alkohol und flüchtigen Affären zu kompensieren.
Eines Tages reist eine Familie an, die nicht dem Bild der üblichen Pauschaltouristen entspricht. Daraufhin beginnt sich Toms Leben zu verändern. Er kommt der geheimnisvollen Anne, ihrem Mann Dave und dem siebenjährigen Sohn Anton näher und zeigt ihnen die Schönheit der Insel fernab touristischer Attraktionen. Auch gibt Tom Anton Tennisstunden.
Mit der Zeit bemerkt Tom kaum übersehbare Spannungen zwischen Anne und Dave. Als es zu einer Auseinandersetzung zwischen den Eheleuten kommt, ist Dave am nächsten Morgen spurlos verschwunden. Tom bietet sich an, Anne auf der Suche nach ihrem Ehemann zu unterstützen. Während der gemeinsamen Zeit legt sie ein merkwürdiges Verhalten an den Tag. Gleichzeitig werden Tom und Anne verdächtigt, etwas mit dem mysteriösen Verschwinden von Dave zu tun zu haben.
Als auch Anne an einem Tag verschwindet, kümmert sich Tom um den Sohn Anton, bis sie abends wieder auftaucht. Tom bringt das Kind zu Bett und schläft danach mit Anne. Als er morgens wieder erwacht, liegt er zwar allein im Bett, aber aus dem Nachbarraum hört er die Stimmen von Anne und Anton.
Die Polizei vermeldet einen Fund. Anne und Tom beobachten die Arbeiten. Ein Hubschrauber birgt etwas aus dem Wasser. Es ist jedoch ein ertrunkenes Kamel.
Dann kommt die Meldung, dass Dave in einem Krankenhaus liegt. Er wurde von einem Partyboot aufgefischt, als er – mit viel Alkohol und Drogen im Blut – offensichtlich versuchte, zur Insel Lanzarote  hinüber zu schwimmen. Anne eilt zu ihrem Ehemann in das Krankenhaus. Da Tom nicht zur Familie gehört, wird ihm die Tür vor der Nase geschlossen.
In der folgenden Nacht gewinnt er betrunken eine Wette auf dem Tennisplatz und trinkt anschließend eine ganze Flasche harten Alkohol. Als er morgens erwacht, liegt er noch auf dem Spielfeld. Dave weckt ihn, gibt ihm einen Umschlag mit einem Bonus und bedankt sich bei ihm.
Als die Familie in den Transferbus zum Flughafen einsteigt, würdigt ihn niemand eines Blickes.
Tom fährt mit seinem Auto zum Flughafen und fragt am Schalter, ob er ein Flugticket kaufen könne. Die Frau hinter dem Tresen bejaht und fragt ihn nach dem Ziel. Der Film endet.

## Entstehungsgeschichte

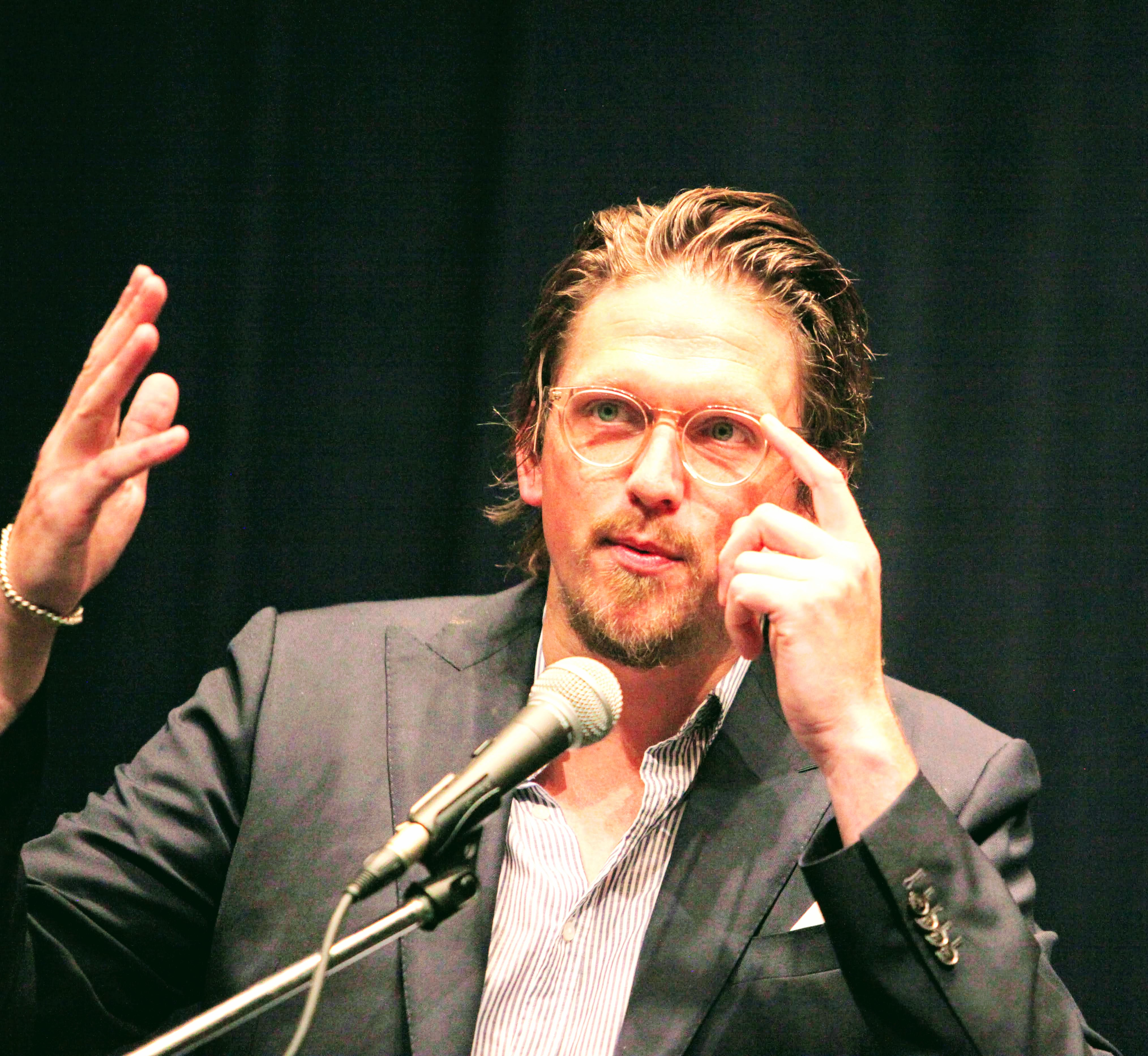
Jan-Ole Gerster (2019)

Islands ist der dritte Spielfilm des deutschen Regisseurs und Drehbuchautors Jan-Ole Gerster. Das Skript zum Film verfasste er gemeinsam mit Lawrie Doran und Blaž Kutin, basierend auf einer Geschichte von ihm. Ein erster Besuch der Insel um das Jahr 2013 hatte Gerster dazu inspiriert. Er selbst ordnete den Film in das Subgenre des „Vacance Noir“ ein. Für die Hauptrollen von Tom und Anne wurden Sam Riley und Stacy Martin verpflichtet. In weiteren Rollen sind Jack Farthing als verschwundener Ehemann Dave sowie der Jungschauspieler Dylan Torrell zu sehen.
Die Dreharbeiten fanden von Ende September bis Mitte November 2023 auf Fuerteventura statt. Insgesamt waren 35 Drehtage für das Filmprojekt angesetzt. Als Drehorte fungierten Cofete, La Pared und Ajuy in der Gemeinde Pájara an der Westküste der Insel. Für die Kamera zeichnete Juan Sarmiento G. verantwortlich. Weiteren an Islands beteiligt waren die Szenenbildnerin Cora Pratz, der Kostümbildner Christian Röhrs und der Tonmeister Stefan Soltau.
Produziert wurde der Film von Maximilian Leo und Jonas Katzenstein für die augenschein Filmproduktion. Als Koproduzenten waren die Unternehmen Leonine Studios und Schiwago Film beteiligt. Gefördert wurde das Projekt durch die Film- und Medienstiftung NRW (700.000 Euro), den Deutschen Filmförderfonds (510.698 Euro), der Filmförderungsanstalt (500.000 Euro) und dem Medienboard Berlin-Brandenburg (300.000 Euro).

## Veröffentlichung
Die Weltpremiere von Islands erfolgte am 16. Februar 2025 im Rahmen der Internationalen Filmfestspiele Berlin. Dort wurde das Werk in die Sektion Berlinale Special aufgenommen.
Ein regulärer Kinostart in Deutschland fand ab 8. Mai 2025 im Verleih von Leonine Studios statt.

## Rezeption
Islands wurde anlässlich seines deutschen Kinostarts positiv vom deutschsprachigen Feuilleton besprochen. Jan Küveler (Die Welt) pries in einem Interview mit Gerster den Film als „unglaublich stilsicheren ‚Vacation Noir‘“ und als singulär im deutschen Kino. Die Atmosphäre von Islands wirke „stärker nach als die Handlung“ und der Kritiker fühlte sich an Michelangelo Antonionis Werke Die Nacht (1961) oder Beruf: Reporter (1975) mit Jack Nicholson erinnert. Die Hauptdarsteller Sam Riley und Stacy Martin lieferten fantastische Schauspielleistungen ab.
Alexandra Wach (Filmdienst) bemerkte, dass Gerster „den Kriminalfall wie auch die sich anbahnende Liebesgeschichte“ durch „ins Leere laufende Fährten im Ungefähren“ halte. Islands deute Genreerwartungen an, erfülle diese „aber nur selten“. Sie lobte die prophetische Nebenhandlung um das immer wieder auftauchende Kamel sowie die „überwältigenden“ Breitwandbilder von Kameramann Juan Sarmiento G. Die „abgründig spannungsgeladenen Kompositionen“ von Dascha Dauenhauer erinnerten an Hitchcock, „ohne als Fremdkörper zu wirken.“ Sam Riley spiele „in allen Nuancen meisterlich“ die Figur des Tom, die sich auf einer „fesselnden Ausbruchreise in die reale Welt“ befinde. Am Ende habe man „fast vergessen, dass man lange glaubte, einen ganz anderen Film zu sehen“, so Wach.
Negativ rezensierte Andreas Kilb (Frankfurter Allgemeine Zeitung) den Film anlässlich seiner Berlinale-Premiere. Aus Islands werde nur zeitweise der „Neo-Noir-Thriller, den der an Hitchcocks Filmmusiken geschulte Soundtrack unentwegt“ ankündige. Nach seinen beiden ersten Spielfilmen beweise Gerster „unnötigerweise“, „dass er auch das Halbgare und Kunstgewerbliche“ beherrsche.

## Auszeichnungen
Bei der Verleihung des Deutschen Filmpreises 2025 erhielt Islands vier Nominierungen (Bester Spielfilm, Beste männliche Hauptrolle – Sam Riley, Beste Tongestaltung – Stefan Soltau, Thomas Kalbér und Tobias Fleig und Beste Filmmusik – Dascha Dauenhauer). Filmkomponistin Dauenhauer gewann die Auszeichnung.